# La Nuit qui précéda le jugement
La Nuit qui précéda le jugement est une nouvelle d’Anton Tchekhov.

## Historique
La Nuit qui précéda le jugement est initialement publiée dans la revue russe Les Éclats, no 5, en 1886, signée A.Tchékhonté.
Le sous-titre de la nouvelle est un épisode de ma pratique de charlatan-médecin.

## Résumé
Le barine se rend au tribunal, accusé de bigamie, il doit comparaître le lendemain. Il s’arrête dans un relais de poste pour y passer la nuit. L’endroit est lugubre, sale, pue et les punaises s’en donnent à cœur joie.
Par contre, il constate avec plaisir qu’il partage sa chambre avec une ravissante jeune femme : la chambre est divisée en deux par un paravent et il a croisé son regard quand elle l’observait.
Sa voisine Zinotchka, se plaignant des piqûres de punaise, il lui propose de la poudre persane et se fait passer pour un médecin pour l’approcher. Elle déjoue la manœuvre et envoie son mari, Fédia, la cinquantaine, prendre la poudre.
Plus tard, ne dormant pas, Fédia lui demande s’il peut venir ausculter sa femme : elle est oppressée. Il accourt et a tout le loisir de le faire en tout bien tout honneur, Fédia les ayant laissés seuls. Il rédige ensuite une ordonnance et doit accepter le billet de dix rouble de Fédia.
Le lendemain, en rentrant dans le box des accusés, il voit avec effroi que Fédia est assis à la place du procureur et qu’il fixe sur lui un regard de plomb : « Ça va chauffer ! » se dit-il.

## Édition française
- La Nuit qui précéda le jugement, traduit par Madeleine Durand et Édouard Parayre, Bibliothèque de la Pléiade, éditions Gallimard, 1967  (ISBN 978 2 07 0105 49 6).